# 神奈川県教職員組合
神奈川県教職員組合（かながわけんきょうしょくいんくみあい、略称：神教組（しんきょうそ）、英語：Kanagawa Teachers Union、略称：KTU）は、神奈川県の公立小学校・中学校に勤務する教員、学校職員の職員団体（労働組合）である。
連合神奈川の加盟組織である。

## 概要
神教組は県域（横浜市、川崎市を除く）を５つに分けたそれぞれの地区にある教職員組合（地区教組）の連合体である。他の県費職員団体と一緒に神奈川県に対し、給与などの交渉を行っている。
神奈川県内には、これとは別に、公立高等学校教職員を組織する神奈川県高等学校教職員組合（神高教）があり、神教組と神高教は神奈川県教職員組合協議会（神教協）という協議体を作り、日本教職員組合に加盟している。
神教組は2018年３月まで横浜市などの３つの政令市の教職員組合を含む、７つの地区教組で構成されてきたが、2017年に政令市へ県費教職員の給与権限が委譲されたことに伴い、組織改編を迫られる。2018年４月、神教組を構成していた地区教組のうち、政令市（横浜市、川崎市、相模原市）の地区教組が脱退（相模原市教組は2019年４月に湘北教協として再加盟）。2019年４月現在、５地区教組による連合体となる。
2018年４月に横浜市教職員組合が、2019年４月に川崎市教職員組合がそれぞれ日本教職員組合（日教組）へ直接加盟をした。これにより、神奈川県には日教組に加盟する教組が神高教と合わせ４つとなった。なお、脱退した政令市教組と神教組に残った５地区教組により2018年４月、新たに「かながわ教職員組合連合」を組織し、神奈川県全体に関わる運動については引き続き、協力体制を維持している。
神奈川県には日教組に加盟するこの４つの教組の他に、学校教職員を対象とした神奈川私学教職員組合連合や養護学校教職員を対象とした神奈川県立障害児学校教職員組合（ともに全教加盟）などが存在する。

## 構成組合
神教組は構成している教職員組合を地区教組と呼んでいる。現在は５地区教組によって構成されている。地区教組はそれぞれ独立しており、組織の概要や構成人数、運動方針などに違いがある。

### 現在の構成組合
- 三浦半島地区教職員組合（三浦教組）
- 湘南教職員組合（湘南教組）
- 湘北地区教職員組合協議会（湘北教協）※
- 中地区教職員組合（中教組）
- 西湘地区教職員組合（西教組）

※湘北教協は相模原市教職員組合（相模原市教組）、湘北教職員組合により構成。

### かつての構成組合
- 横浜市教職員組合（浜教組）…2018年４月より日教組へ直加盟。
- 川崎市教職員組合（川教組）…2019年４月より日教組へ直加盟。
- 湘北教職員組合（湘北教組）…2019年４月より湘北教協を通して神教組に加盟。